# Őriszentpéteri kistérség

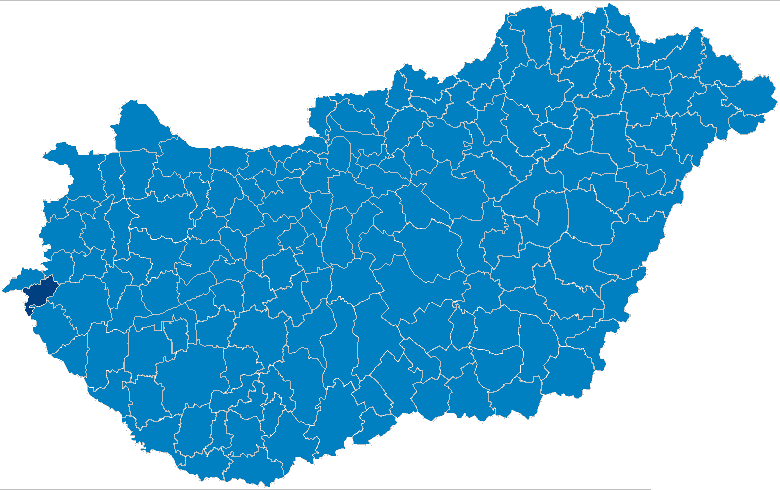
Az Őriszentpéteri kistérség

Az Őriszentpéteri kistérség egy kistérség volt Vas megyében, Őriszentpéter központtal. A kistérségeket a 2013-as közigazgatási reform megszüntette, helyükre a járások léptek.

## Települései
| Bajánsenye | Felsőjánosfa    | Felsőmarác  | Hegyhátszentjakab | Hegyhátszentmárton |
| Ispánk     | Ivánc           | Kercaszomor | Kerkáskápolna     | Kisrákos           |
| Kondorfa   | Magyarszombatfa | Nagyrákos   | Őrimagyarósd      | Őriszentpéter      |
| Pankasz    | Szaknyér        | Szalafő     | Szatta            | Szőce              |
| Velemér    | Viszák          |             |                   |                    |